# Craterocapsa
Craterocapsa es un género de plantas  perteneciente a la familia Campanulaceae. Contiene cinco especies. Es originario del sur de África tropical.

## Taxonomía
El género fue descrito por Hilliard & B.L.Burtt y publicado en Notes from the Royal Botanic Garden, Edinburgh 32: 314. 1973. La especie tipo es: Craterocapsa tarsodes Hilliard & B.L.Burtt  

## Especies aceptadas
A continuación se brinda un listado de las especies del género Craterocapsa aceptadas hasta octubre de 2013, ordenadas alfabéticamente. Para cada una se indica el nombre binomial seguido del autor, abreviado según las convenciones y usos.
- Craterocapsa alfredica D.Y.Hong
- Craterocapsa congesta Hilliard & B.L.Burtt
- Craterocapsa insizwae (Zahlbr.) Hilliard & B.L.Burtt
- Craterocapsa montana (A.DC.) Hilliard & B.L.Burtt
- Craterocapsa tarsodes Hilliard & B.L.Burtt